# عقد 460
عقد 460 هو عقد امتد بين 1 يناير 460 و31 ديسمبر 469 بحسب التقويم الميلادي. سبقه عقد 450 ولحقه عقد 470.

## أحداث
- معركة كاب بون (468)

## مواليد
- هاشم بن عبد مناف (464)
- كلوفيس الأول (466)
- ألاريك الثاني (466)
- ليو الثاني (467)
- الإمبراطور أنكان (466)
- فولجانس دي روسبي (468)
- الإمبراطور سينكا (467)

## وفيات
- ليبيوس سيفيروس (465)
- القديس باتريك (461)
- هيليروس (468)
- ليون الأول (461)
- المنذر بن النعمان (462)
- شنودة رئيس المتوحدين (466)

## كتب
- Yves Denis Papin (1998). Chronologie de l'histoire ancienne. Lieu de publication non identifié: Éditions Jean-paul Gisserot. ISBN:2-87747-346-5. OCLC:40746926. مؤرشف من الأصل في 2022-03-16.
- موسوعة حضارة العالم (2002) لأحمد محمد عوف.

## روابط خارجية
- تصفح سنة بسنة عقد 460 على موقع onthisday.com
- تصفح سنة بسنة عقد 460 ابتداءً من سنة عقد 460 على موقع المكتبة الوطنية الفرنسية